# Moçambique Expresso

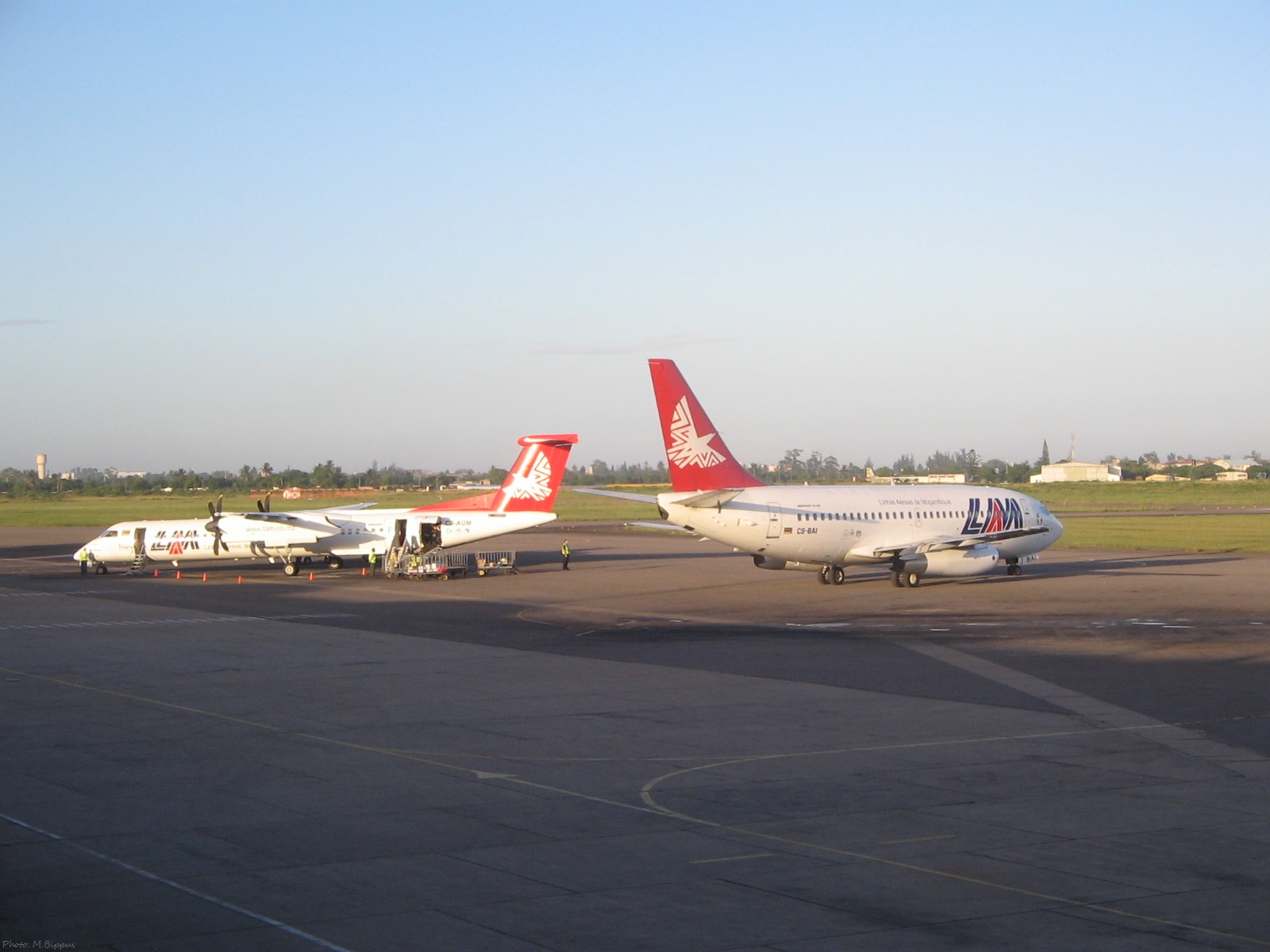
Dash 8 de Moçambique Expresso operado para LAM

Moçambique Expresso es una aerolínea con base en Maputo, Mozambique. Efectúa vuelos de cabotaje y regionales regulares así como vuelos chárter. Su principal base de operaciones es el Aeropuerto Internacional de Maputo.

## Historia
La aerolínea fue fundada en septiembre de 1995 como departamento de Operaciones Especiales de LAM Aerolíneas de Mozambique. Comenzó a operar y se convirtió en Moçambique Expresso en 1995 como aerolínea independiente. Es propiedad de LAM y tiene 50 empleados (a marzo de 2007).

## Flota

### Flota Actual
La flota de Moçambique Expresso consiste de los siguientes aviones, con una edad media de 21.3 años (a octubre de 2022):
| Bombardier Challenger 850 | 1 | — |  |  |  |  |
| Bombardier Dash 8 Q402    | 1 | — |  |  |  |  |
| Embraer 145               | 3 | — |  |  |  |  |
| Total                     | 5 | — |  |  |  |  |

### Flota Histórica
La aerolínea también había operado las siguientes aeronaves: